# Rhodostrophia anchotera
Rhodostrophia anchotera là một loài bướm đêm trong họ Geometridae.